# Кавацци, Джованни Антонио
Джованни Антонио Кавацци (итал. Giovanni Antonio Cavazzi; 1621—1678) — итальянский миссионер из ордена капуцинов, более 20 лет проповедовал Евангелие на берегах Конго.
Подробное описание посещённых им мест вышло в свет в переработке Фортунато Аламандини (Fortunato Alamandini): «Istorica Descrizione de' Tre Regni Congo, Matamba et Angola» (Болонья, 1687).